# Tarjánpuszta
Tarjánpuszta ist eine ungarische Gemeinde im Kreis Pannonhalma im Komitat Győr-Moson-Sopron. Tarjánpuszta wurde im Januar 1992 eine eigenständige Gemeinde und gehörte vorher zur Gemeinde  Ravazd.

## Geografische Lage
Tarjánpuszta liegt 23 Kilometer südöstlich des Komitatssitzes Győr und 5,5 Kilometer südöstlich der Kreisstadt Pannonhalma. Nachbargemeinden sind Ravazd, Győrasszonyfa und Nyalka.

## Geschichte
Im 17. Jahrhundert war Tarjánpuszta (damals Tarján puszta) ein Landgut, das zur Abtei Pannonhalma gehörte. Im 19. Jahrhundert wurden dort ein Hirten- und Kutscherhaus sowie Ställe für Pferde, Kühe und Schafe gebaut. Es folgte der Bau einer Kapelle und einer Schule. Als 1896 die Eisenbahnlinie von Veszprém nach Győr gebaut wurde, bekam der Ort einen Bahnhof mit einer Verladerampe. 1899 wurde eine Windmühle errichtet. Im Jahr 1907 gab es in Tarjánpuszta 168 Einwohner. Der Ort gehörte zu dieser Zeit zur Großgemeinde Ravazd im Bezirk Puszta im Komitat Győr. Nach 1945 wurde Tarjánpuszta offiziell an das drei Kilometer nordwestlich liegende Ravazd angegliedert. 1991 leiteten die Bewohner durch ein Referendum die Umwandlung in eine eigenständige Gemeinde ein, was Anfang 1992 umgesetzt wurde.

## Sehenswürdigkeiten
- Römisch-katholische Kapelle Szent Benedek, erbaut 1887

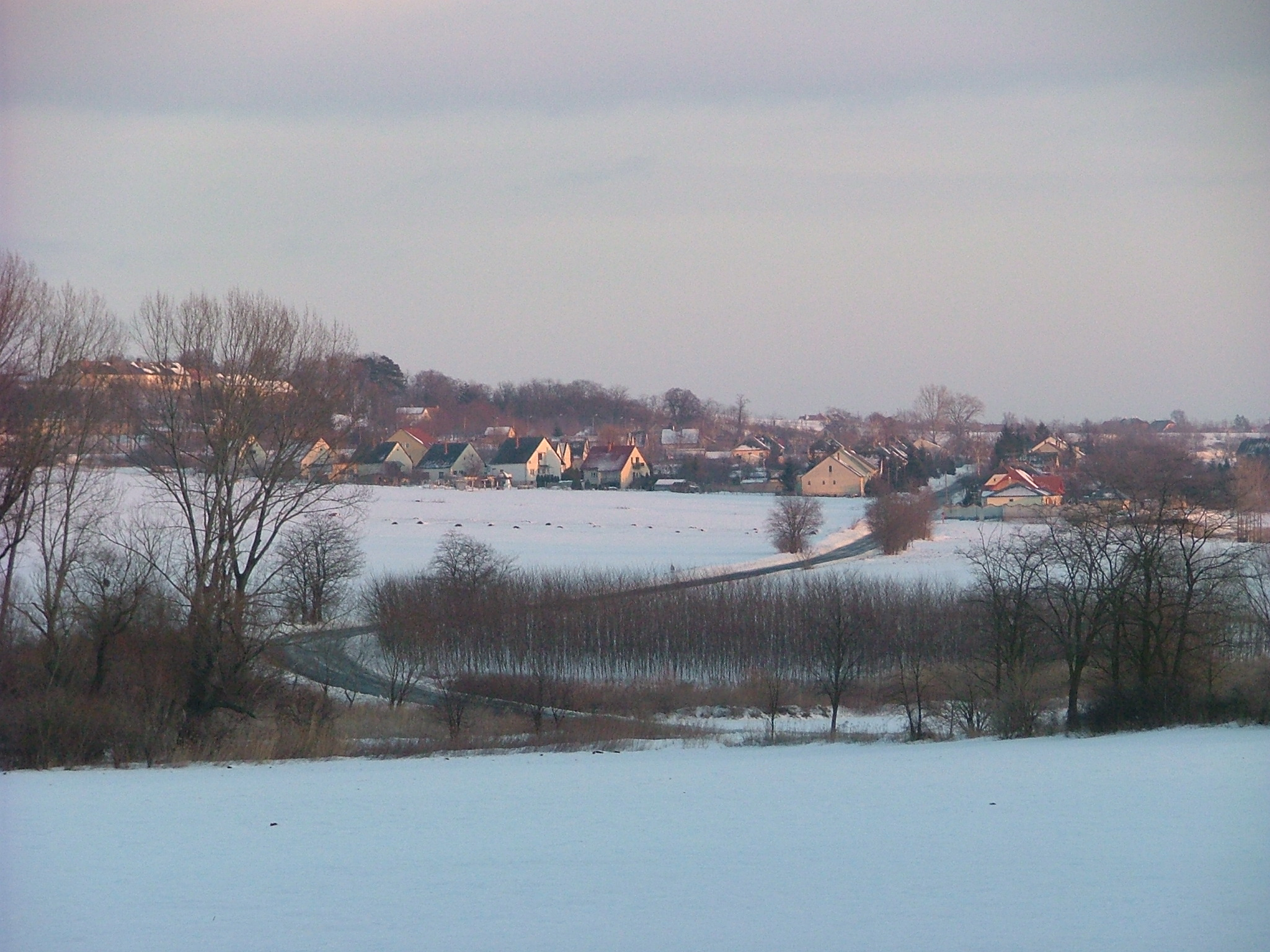
Blick auf Tarjánpuszta im Winter
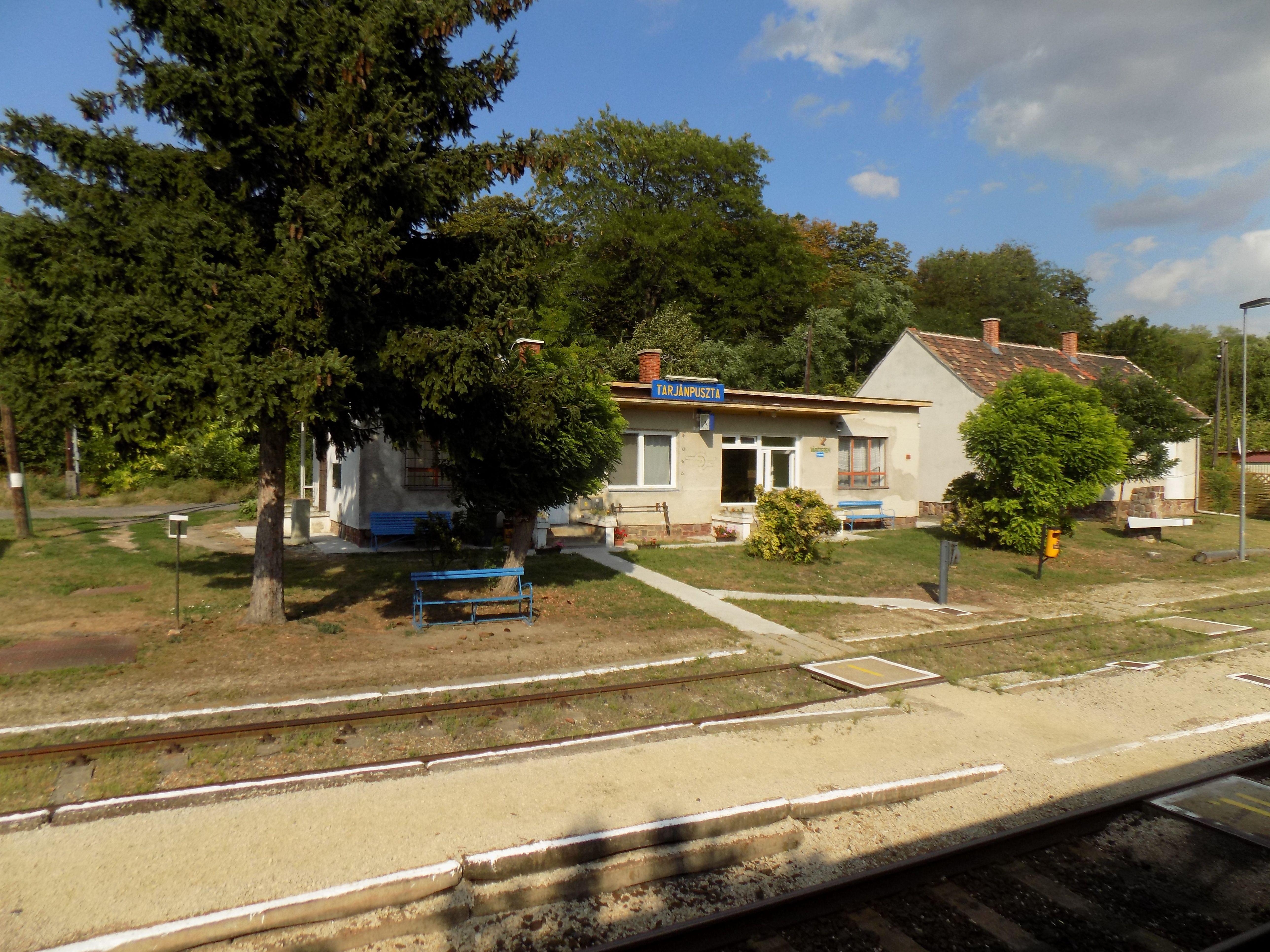
Bahnhof Tarjánpuszta

## Verkehr
Durch Tarjánpuszta verläuft die Landstraße Nr. 8226, zwei Kilometer westlich die Hauptstraße Nr. 82. Es bestehen Zugverbindungen nach Győr und Veszprém. Weiterhin gibt es Busverbindungen nach Győrasszonyfa und über Pannonhalma und Écs nach Győr.